# Pulitzerprijs
De Pulitzerprijs (Engels: Pulitzer Prize) is een prestigieuze Amerikaanse literatuurprijs die, sinds 1917, wordt uitgereikt op het gebied van nieuws (ook fotografie en prenten), kunst en letteren. De prijs wordt toegekend door de School of Journalism van de Columbia-universiteit in New York.
Het gaat dus niet om één prijs, maar een stelsel van jaarlijkse prijzen.
In 2004 omvat de Pulitzerprijs 21 categorieën in:
- journalistiek
- literatuur
- drama
- poëzie
- fotografie
- muziek

De prijs werd, ter uitvoering volgens zijn wilsbeschikking, ingesteld door Joseph Pulitzer (1847-1911), een Amerikaans krantenmagnaat van Hongaarse afkomst. Vanaf 1864 was hij journalist in de Verenigde Staten. In 1883 kocht hij de New York World en maakte er een populair en politiek onafhankelijk blad van. Hij kende slechts één doel: de oplage van het blad gestaag uit te breiden. De geschiedenissen met human interest (te vertalen als: de menselijke interesse) werden in zijn blad meer geforceerd dan een van zijn rivalen ooit gewaagd zou hebben. De slagzinnen (krantenkoppen) werden nauwkeurig door hem opgebouwd, zodat ze hun uitwerking op het lezerspubliek niet misten. Toch, bij alle sensatiezucht, dacht Pulitzer er niet aan het leidend artikel in zijn krant weg te laten, omdat hij een onbeperkt geloof had in de macht van de pers en hij deze hoofdartikelen benutte om strijd te voeren tegen de wantoestanden in kringen van regering en politiek. Hij was dermate verweven met de journalistiek dat hij, testamentair bepaald, prijzen (de z.g. Pulitzerprijzen) ging instellen voor de navolgende prestaties:
- Journalistiek:
  - Meritorious Public Service
  - Editorial
  - Correspondence
  - Cartoon
  - News Photography
  - Telegraphic Reporting (National)
  - Telegraphic Reporting (International)
  - Reporting
  - Special citation
- Literatuur:
  - Novel
  - Drama
  - History
  - Biography
  - Poetry
  - Music

De gouden medaille is een ontwerp van Daniel Chester French.